# Glinggang (Sampung)
Glinggang is een bestuurslaag in het regentschap Ponorogo van de provincie Oost-Java, Indonesië. Glinggang telt 1482 inwoners (volkstelling 2010).